# Reprezentacja Francji na Mistrzostwach Świata w Narciarstwie Klasycznym 2007
Reprezentacja Francji na Mistrzostwach Świata w Narciarstwie Klasycznym 2007 liczyła 16 sportowców. Najlepszym wynikiem było 5. miejsce w sztafecie mężczyzn 4 x 10 km.

## Wyniki

### Biegi narciarskie mężczyzn
Sprint
- Cyril Miranda - 12. miejsce
- Roddy Darragon - dyskwalifikacja

Sprint drużynowy
- Roddy Darragon, Cyril Miranda - 11. miejsce

Bieg na 15 km
- Emmanuel Jonnier - 17. miejsce
- Jean-Marc Gaillard - 20. miejsce
- Alexandre Rousselet - 38. miejsce
- Vincent Vittoz - nie ukończył

Bieg na 30 km
- Vincent Vittoz - 10. miejsce
- Jean-Marc Gaillard - 35. miejsce
- Alexandre Rousselet - 44. miejsce
- Emmanuel Jonnier - nie ukończył
- Christophe Perrillat - nie ukończył

Bieg na 50 km
- Jean-Marc Gaillard - 7. miejsce
- Christophe Perrillat - 25. miejsce
- Alexandre Rousselet - 42. miejsce

Sztafeta 4 x 10 km
- Jean-Marc Gaillard, Vincent Vittoz, Emmanuel Jonnier, Alexandre Rousselet - 5. miejsce

### Biegi narciarskie kobiet
Sprint
- Caroline Weibel - 34. miejsce (odpadła w kwalifikacjach)

Sprint drużynowy
- Élodie Bourgeois-Pin, Caroline Weibel - 17. miejsce

Bieg na 10 km
- Karine Philippot - 38. miejsce

Bieg na 15 km
- Karine Philippot - 36. miejsce
- Élodie Bourgeois-Pin - nie wystartowała

Bieg na 30 km
- Karine Philippot - nie wystartowała

### Kombinacja norweska
Sprint HS 134 / 7,5 km
- Jason Lamy Chappuis - 7. miejsce
- Maxime Laheurte - 10. miejsce
- François Braud - 20. miejsce
- Mathieu Martinez - 22. miejsce

HS 100 / 15.0 km metodą Gundersena
- Jason Lamy Chappuis - 15. miejsce
- Maxime Laheurte - 19. miejsce
- Mathieu Martinez - 28. miejsce
- François Braud - 30. miejsce

Kombinacja drużynowa
- Mathieu Martinez, François Braud, Maxime Laheurte, Jason Lamy Chappuis - 6. miejsce

### Skoki narciarskie
Normalna skocznia indywidualnie HS 100
- David Lazzaroni - 33. miejsce
- Vincent Descombes Sevoie - 46. miejsce

Duża skocznia indywidualnie HS 134
- David Lazzaroni - 28. miejsce
- Vincent Descombes Sevoie - odpadł w kwalifikacjach